# Бешенковичский район
Бешенко́вичский райо́н (бел. Бешанковіцкі раён) — административно-территориальная единица в центре Витебской области Республики Беларусь.
Административный центр — городской посёлок Бешенковичи.
Численность населения — 13 144 человек (на 1 января 2025 года).

## Административное устройство
На территории района 7 сельсоветов:
- Бешенковичский
- Бочейковский
- Верхнекривинский
- Верховский
- Островенский
- Соржицкий
- Улльский

Упразднённые сельсоветы: Рубежский, Плисский, Дроздовский, Свечанский, Сокоровский.
В 1947 году существовали также Бикложский, Ганьковичский, Ковляковский, Макаровичский, Новиковский, Пожарищенский, Пятигорский, Синицкий, Стрелищенский сельсоветы.
29 апреля 2004 года образованы Бешенковичский и Улльский сельсоветы.

## География
Площадь района — 1249,7 км² (20-е место в Витебской области).
Район расположен в центре Витебской области и граничит с Витебским, Шумилинским, Ушачским, Лепельским, Чашникским, Сенненским районами, находится в 51 км от Витебска и в 210 км от столицы Республики Беларусь — Минска.

### Водная система
Основные реки — Западная Двина, её притоки Улла, Кривинка. В районе насчитывается более 50 озер, самые большие из них — Соро, Боровно, Белое, Островенское, Слободское, Городно.

## Геральдика
Проекты официальных геральдических символов городского поселка были одобрены решением Бешенковичского районного исполнительного комитета от 29 ноября 2002 года № 696.
Герб и флаг учреждены Указом Президента Республики Беларусь от 20 января 2006 года № 36 и зарегистрированы в Государственном геральдическом регистре Республики Беларусь 4 июня 2009 года № Б-60 и Б-61.

## История
Территория современного Бешенковичского района была заселена человеком в эпоху мезолита (9—5-е тысячелетия до н. э.). Мезолитические стоянки обычно располагались по берегам рек. Основным занятием населения была охота на диких зверей, а также рыболовство и собирательство. Стоянка эпохи мезолита была выявлена в 1933 году возле бывшей д. Крыжи Бешенковичского района, на берегу Западной Двины. Были найдены кремневые топоры, черенковый наконечник стрелы, ножи, скребки, кости благородного оленя.
Район был образован 17 июля 1924 года. До 26 июля 1930 года входил в Витебский округ. 15 февраля 1931 года в состав района было включено 3 сельсовета (Островенский, Плисский, Синицкий) из состава упразднённого Витебского района, 8 июля 1931 года — 2 сельсовета (Улльский и Хотинский) упразднённого Улльского района. С 8 июля по 25 июля 1931 года Бочейковский сельсовет временно находился в составе Чашникскому району. 25 июля 1931 года к Бешенковичскому району присоединены Сокоровский сельсовет Чашникского района и Усвейский сельсовет Сиротинского района. 20 февраля 1938 года включен в Витебскую область. В 1938 году в районе было 20 сельсоветов и 2 местечка (Бешенковичи и Улла).
Во время Великой Отечественной войны в районе нацистами было создано 4 гетто, куда были согнаны евреи и практически полностью уничтожены.
9 сентября 1946 года был вновь образован Улльский район, которому из состава Бешенковичского района было передано 4 сельсовета и городской посёлок Улла. В 1947 году в районе было 15 сельсоветов и 334 населённых пункта. 17 декабря 1956 года Улльский район был ликвидирован, и два сельсовета и посёлок Улла были переданы Бешенковичскому району. 
25 декабря 1962 года был упразднён Чашникский район, в состав образованного Бешенковичского района передан Чашникский район и Николаевский сельсовет Шумилинского района. В тот же день Островенский и Плисский сельсоветы были переданы Витебскому району. 6 января 1965 года Чашникский район восстановлен. 
12 февраля 1965 года к Бешенковичскому району были присоединены Островенский и Плисский сельсоветы. 30 июля Николаевский сельсовет был передан Шумилинскому району. 
20 октября 1995 года административные единицы Бешенковичский район и посёлок Бешенковичи, имеющие общий административный центр, объединены в одну административную единицу — Бешенковичский район.

## Население
Численность населения — 13 144 человек (на 1 января 2025 года), в том числе городское — 6 819 человек (Бешенковичи — 6 819 человек), сельское — 6 325 человек.
Численность населения — 13 653 человек (на 1 января 2023 года), в том числе в городских условиях (Бешенковичи) проживают — 6 884 человек, в сельских — 6 769 человек.
Население — 15 914 человек (на 1 января 2016 года), в том числе в г. п. Бешенковичи — 6701 человек, остальное — в сельской местности.
| Численность населения | Численность населения | Численность населения | Численность населения | Численность населения | Численность населения | Численность населения | Численность населения | Численность населения |
| 1970                  | 1979                  | 1989                  | 1996                  | 2001                  | 2002                  | 2003                  | 2004                  | 2005                  |
| --------------------- | --------------------- | --------------------- | --------------------- | --------------------- | --------------------- | --------------------- | --------------------- | --------------------- |
| 35 285                | ▼30 442               | ▼25 799               | ▼24 723               | ▼23 046               | ▼22 584               | ▼22 027               | ▼21 552               | ▼20 941               |
| 2006                  | 2007                  | 2008                  | 2009                  | 2010                  | 2011                  | 2012                  | 2013                  | 2014                  |
| ▼20 433               | ▼19 844               | ▼19 302               | ▼18 879               | ▼18 285               | ▼17 532               | ▼17 052               | ▼16 683               | ▼16 290               |
| 2015                  | 2016                  | 2017                  | 2018                  | 2019                  | 2020                  | 2021                  | 2022                  | 2023                  |
| ▼15 862               | ▼15 634               | ▼15 375               | ▼15 080               | ▼14 772               | ▼14 552               | ▼14 289               |                       | ▼13 653               |
| 2024                  | 2025                  |                       |                       |                       |                       |                       |                       |                       |
|                       | ▼13 144               |                       |                       |                       |                       |                       |                       |                       |

| Национальный состав по переписи 2019 года | Национальный состав по переписи 2019 года | Национальный состав по переписи 2019 года | Национальный состав по переписи 2019 года | Национальный состав по переписи 2019 года | Национальный состав по переписи 2019 года | Национальный состав по переписи 2019 года | Национальный состав по переписи 2019 года | Национальный состав по переписи 2019 года | Национальный состав по переписи 2019 года | Национальный состав по переписи 2019 года | Национальный состав по переписи 2019 года | Национальный состав по переписи 2019 года |
| Всего (2019)                              | белорусы                                  | белорусы                                  | русские                                   | русские                                   | украинцы                                  | украинцы                                  | поляки                                    | поляки                                    | армяне                                    | армяне                                    | азербайджанцы                             | азербайджанцы                             |
| ----------------------------------------- | ----------------------------------------- | ----------------------------------------- | ----------------------------------------- | ----------------------------------------- | ----------------------------------------- | ----------------------------------------- | ----------------------------------------- | ----------------------------------------- | ----------------------------------------- | ----------------------------------------- | ----------------------------------------- | ----------------------------------------- |
| 14 630                                    | 13 676                                    | 93,48%                                    | 704                                       | 4,81%                                     | 120                                       | 0,82%                                     | 21                                        | 0,14%                                     | 11                                        | 0,08%                                     | 5                                         | 0,03%                                     |
|                                           |                                           |                                           |                                           |                                           |                                           |                                           |                                           |                                           |                                           |                                           |                                           |                                           |
| Национальный состав по переписи 2009 года |                                           |                                           |                                           |                                           |                                           |                                           |                                           |                                           |                                           |                                           |                                           |                                           |
|                                           | белорусы                                  | белорусы                                  | русские                                   | русские                                   | украинцы                                  | украинцы                                  | поляки                                    | поляки                                    | армяне                                    | армяне                                    | татары                                    | татары                                    |
| Всего                                     | 17 438                                    | 94,18%                                    | 819                                       | 4,42%                                     | 125                                       | 0,68%                                     | 24                                        | 0,13%                                     | 21                                        | 0,11%                                     | 12                                        | 0,06%                                     |
| городское                                 | 6940                                      | 94,5%                                     | 305                                       | 4,15%                                     | 51                                        | 0,69%                                     | 9                                         | 0,12%                                     | 10                                        | 0,14%                                     | 5                                         | 0,07%                                     |
| сельское                                  | 10 498                                    | 93,97%                                    | 514                                       | 4,6%                                      | 74                                        | 0,66%                                     | 15                                        | 0,13%                                     | 11                                        | 0,1%                                      | 7                                         | 0,06%                                     |
|                                           |                                           |                                           |                                           |                                           |                                           |                                           |                                           |                                           |                                           |                                           |                                           |                                           |
| Национальный состав по переписи 1959 года |                                           |                                           |                                           |                                           |                                           |                                           |                                           |                                           |                                           |                                           |                                           |                                           |
| Всего (1959)                              | белорусы                                  | белорусы                                  | русские                                   | русские                                   | евреи                                     | евреи                                     | украинцы                                  | украинцы                                  | поляки                                    | поляки                                    |                                           |                                           |
| 38 438                                    | 36 455                                    | 94,84%                                    | 1663                                      | 4,33%                                     | 155                                       | 0,4%                                      | 108                                       | 0,28%                                     | 22                                        | 0,06%                                     |                                           |                                           |

В 2018 году 14,6% населения района было в возрасте моложе трудоспособного, 50,1% — в трудоспособном, 35,3% — старше трудоспособного. По доле населения старше трудоспособного возраста район делит 1-2 место в Витебской области (с Россонским районом). В 2017 году коэффициент рождаемости составил 8,9 на 1000 человек (один из самых низких показателей в Витебской области), коэффициент смертности — 19,9 (средние коэффициенты рождаемости и смертности по Витебской области — 9,6 и 14,4, по Республике Беларусь — 10,8 и 12,6). В 2017 году в районе родилось 139 и умерло 311 человек. Сальдо внутренней миграции отрицательное (в 2017 году — -66 человек).
В 2017 году в районе было заключено 84 брака (5,4 на 1000 человек) и 50 разводов (3,2); средние показатели по Витебской области — 6,4 и 3,4 на 1000 человек, по Республике Беларусь — 7 и 3,4 на 1000 человек соответственно.

## Экономика
Средняя зарплата в районе составляет 82,3% от среднего уровня по Витебской области. В 2017 году предприятия района экспортировали товаров на сумму 0,3 млн долларов, импортировали на 13,2 млн долларов (сальдо — -12,9 млн долларов). В 2015—2017 годах в реальный сектор экономики района поступило 6,7 млн долларов иностранных инвестиций, в том числе 5,7 млн долларов прямых инвестиций.
Выручка предприятий и организаций района от реализации продукции, товаров, работ, услуг за 2017 год составила 111,8 млн рублей (около 55 млн долларов), в том числе 28,9 млн рублей пришлось на сельское хозяйство, 14,1 млн на промышленность, 4,1 млн на строительство, 62,3 млн на торговлю и ремонт.

### Промышленность
Крупнейшее промышленное предприятие — НПП ООО «Белкотломаш», расположенное в районном центре. Специализируется на выпуске котельного оборудования тепловой мощностью от 100 кВт до 15 МВт.
В деревне Двуречье действует предприятие по первичной переработке льна — Бешенковичский льнозавод (филиал ОАО «Приозерный мир»).

### Сельское хозяйство
Под зерновые культуры в 2017 году было засеяно 13,3 тыс. га пахотных площадей, под кормовые культуры — 12,7 тыс. га, под лён — 0,4 тыс. га. Валовой сбор зерновых и зернобобовых в 2017 году составил 30 581 т (средняя урожайность — 23 ц/га), сбор льноволокна составил 303 т.
На 1 января 2018 года в сельскохозяйственных организациях района (без учёта фермерских и личных хозяйств населения) содержалось 20 тыс. голов крупного рогатого скота (в том числе 6,4 тыс. коров), 23,2 тыс. свиней, 518,3 тыс. голов птицы. За 2017 год было произведено 12 462 т мяса (в убойном весе) и 29 525 т молока. Птицефабрики района в 2017 году произвели 11,3 млн яиц.

### Транспорт
По территории района проходят автомобильные дороги Лепель — Витебск, Шумилино — Сенно.

## Здравоохранение
В 2017 году в учреждениях Министерства здравоохранения Республики Беларусь насчитывалось 44 практикующих врача (28,4 в пересчёте на 10 тысяч человек; средний показатель по Витебской области — 37, по Республике Беларусь — 40,5) и 164 средних медицинских работника. В лечебных учреждениях района насчитывалось 88 больничных коек (56,9 в пересчёте на 10 тысяч человек; средний показатель по Витебской области — 80,5, по Республике Беларусь — 80,2). Обеспеченность населения больничными койками в Бешенковичском районе самая низкая в Витебской области.

## Культура и образование
В районном центре расположен Бешенковичский районный историко-краеведческий музей с 15,1 тыс. музейных предметов основного фонда. В 2016 году музей посетили 3,2 тыс. человек.
В 2017 году в районе действовало 10 учреждений дошкольного образования (включая комплексы «детский сад — школа») с 522 детьми. В 2017/2018 учебном году действовало 10 учреждений общего среднего образования, в которых обучалось 1438 учеников. Учебный процесс в школах обеспечивали 232 учителя.
В агрогородке Улла действует Улльский государственный профессиональный лицей имени Льва Доватора, в котором обучают специалистов по 7 специальностям (преимущественно сельскохозяйственным и строительным).

## Религия
В районе зарегистрировано 11 православных общин, 2 католических общины, по одной общине христиан веры евангельской (пятидесятников) и евангельских христиан-баптистов.

## События и мероприятия
- Праздник духовной культуры и народного творчества «Троицкий фестиваль», который ежегодно проходит в День Святой Троицы в агрогородке Островно

## Достопримечательности
- Археологический памятник: Асовец
- Бешенковичи:

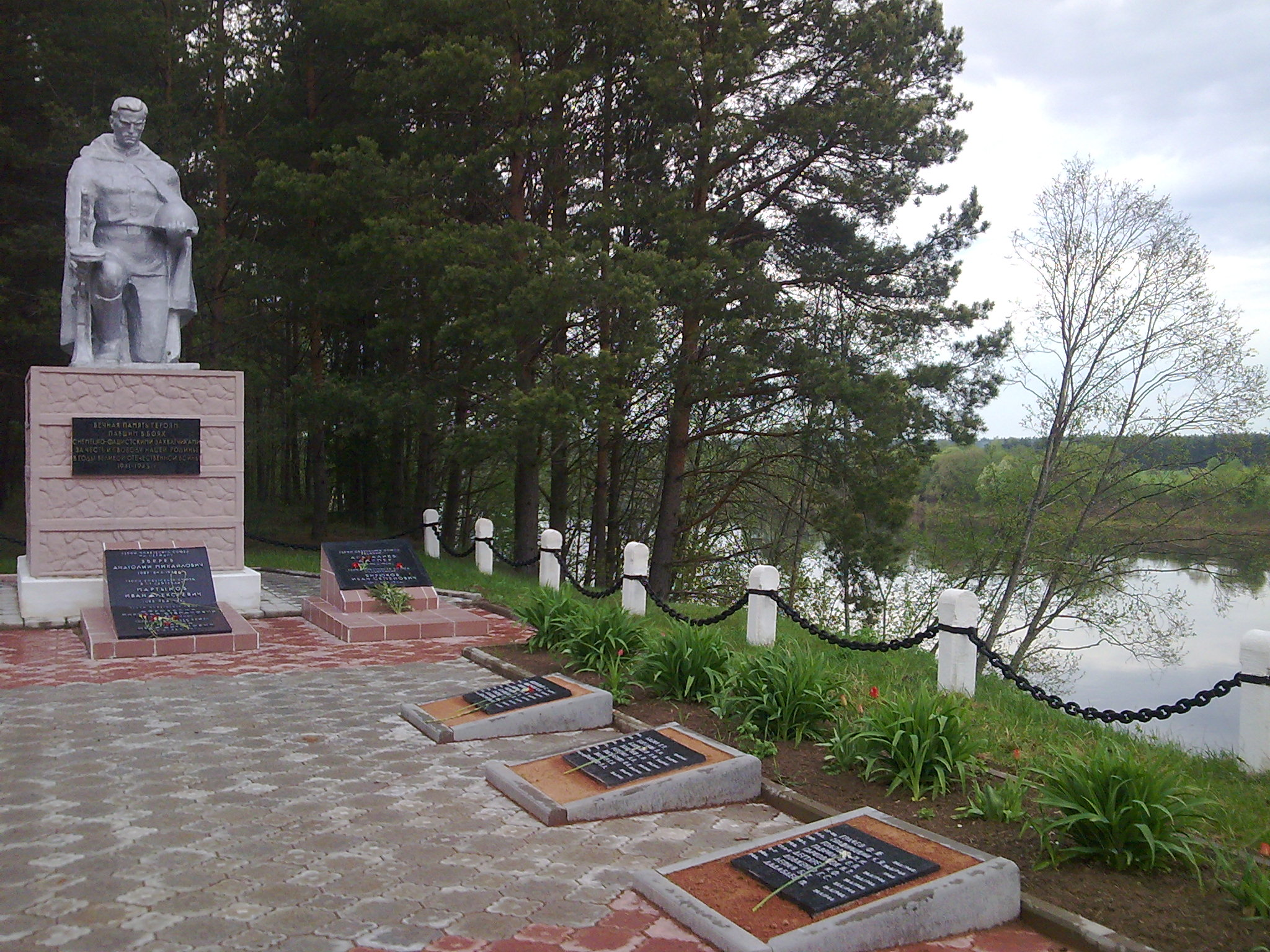
Мемориальный комплекс в д. Узречье

  - Братские могилы советских воинов, жертв фашизма, насыпан Курган Славы
  - Памятники архитектуры
    - Дворцово-парковый ансамбль XVIII—XIX вв.
    - Дворец Хрептовичей (здесь останавливался Наполеон I, затем Александр I)
    - Ильинская церковь 1870 г. (построена в формах русского зодчества)
- Рубеж: Городище
- Усадьба Красовицких (парк «Соломинка», начало XX века) в д. Добригоры
- Свято-Николаевская церковь (начало XX века) в д. Добригоры
- Церковь Казанской Матери Божьей (начало XX в., из дерева) в д. Придвинье (утрачена).
- Мемориальный комплекс на месте памятного знака в месте соединения войск 43-й армии 1-го Прибалтийского и 39-й армии 3-го Белорусского фронтов в ходе проведения операции «Багратион» 25 июня 1944 года, установленного возле деревни Гнездилово[52].
- Мемориальный комплекс в д. Узречье Улльский сельсовет

## Известные люди — уроженцы района
- Солохо Аким Нестерович (1885—1978) — родился в деревне Свитино. Участник Великой Отечественной войны. Заслуженный учитель БССР (1946). Почётный гражданин Витебска (1967)
- Доватор, Лев Михайлович — советский военный деятель, генерал-майор, Герой Советского Союза.